# 망생물학
망생물학(영어: Network biology)는 2000년대 초반에 정립되기 시작한 생명과학의 한 분과이다. 특히 오믹스와 생정보학 계통의 학문이고, 계생물학(Systems biology)와 영역이 중복된다.

## 같이 보기
- 계생명학
- 생정보학
- 합성생물학